# Wagner (série télévisée)
Pour les articles homonymes, voir Wagner.
Wagner (Wagner – Das Leben und Werk Richard Wagners) est une mini-série télévisée de 1983 sur la vie de Richard Wagner, réalisée par Tony Palmer et écrite par Charles Wood (en). Le film sort ensuite sur DVD sous la forme d'une mini-série en dix parties.
Richard Burton tient le rôle titre et les autres rôles principaux sont joués par Vanessa Redgrave, Gemma Craven, Marthe Keller, Ronald Pickup, Miguel Herz-Kestranek et László Gálffi. Sir John Gielgud, Sir Ralph Richardson et Sir Laurence Olivier jouent les ministres de Louis II de Bavière. Le casting comprend également le compositeur William Walton et son épouse Susana Walton, dans les rôles du couple royal Frédéric-Auguste II de Saxe et Marie-Anne de Bavière.
La musique a été spécialement enregistrée pour le film et dirigée par Sir Georg Solti.

## Fiche technique
- Titre original : Wagner
- Titre français :
- Réalisation : Tony Palmer
- Scénario : Charles Wood (en)
- Photographie : Vittorio Storaro
- Montage :
- Musique :
- Costumes :
- Production :
- Pays de production : Allemagne
- Langue originale : allemand
- Format : couleur
- Genre :
- Durée :
- Dates de sortie :
  - Allemagne : 1983

## Distribution
- Richard Burton : Richard Wagner
- Gemma Craven : Minna Planer (puis Minna Wagner)
- Vanessa Redgrave : Cosima von Bülow (puis Cosima Wagner)
- Miguel Herz-Kestranek : Hans von Bülow
- László Gálffi : le roi Louis II
- Zoltán Gera : Wolf Adolf August von Lüttichau (de)
- Sir John Gielgud : Franz Seraph von Pfistermeister
- Sir Laurence Olivier : Sigmund von Pfeufer (de)
- Sir Ralph Richardson : le baron Karl Ludwig von der Pfordten
- Ekkehard Schall : Franz Liszt
- Ronald Pickup : Friedrich Nietzsche
- Marthe Keller : Mathilde Wesendonck
- Richard Pasco : Otto Wesendonck
- Peter Hofmann : Ludwig Schnorr von Carolsfeld
- Dame Gwyneth Jones : Malvina Schnorr von Carolsfeld
- Jess Thomas : Albert Niemann
- Vernon Dobtcheff : Giacomo Meyerbeer
- Gabriel Byrne : Karl Ritter
- Sir William Walton : le roi Frédéric-Auguste II de Saxe
- Lady Susan Walton : Marie Anne de Bavière, veuve de Frédéric-Auguste
- Sigfrit Steiner : le roi Louis Ier de Bavière
- Barbara Leigh-Hunt : la reine Marie de Bavière (Marie de Prusse)
- Daphne Wagner (de) : la princesse Pauline von Metternich
- Dame Joan Plowright : Mrs Taylor
- Corin Redgrave : Dr Pusinelli
- Prunella Scales : Frau Pollert
- Joan Plowright : Mrs. Taylor
- Heinz Weiss : Royer
- Andrew Cruickshank : le narrateur

## Production
La mini-série est tournée dans de nombreux lieux authentiques, notamment les châteaux de Neuschwanstein et d'Herrenchiemsee du roi Louis II, ainsi que la résidence de Munich. D'autres sites sont situés en Hongrie, en Suisse, à Sienne, en Toscane, à Venise, à Vienne et à Dublin.

## Réception critique
Le film a reçu des critiques élogieuses de la part des principales revues européennes et musicales.
« Wagner peut être cité aux côtés de biographies cinématographiques exceptionnelles comme Gandhi, Reds et le Napoléon d'Abel Gance... Wagner est l'un des films les plus joliment photographiés de l'histoire ».
« Une cible absolue... merveilleuse... techniquement brillante... musicalement et filmiquement au plus haut niveau... elle partira sûrement dans une procession triomphale à travers le monde ».
« Un film monumental... une œuvre d'art complète... vraiment visionnaire... ».
« Un événement remarquable... à peine une minute de trop... un film britannique de gloire... prend d'assaut l'écran... une grande œuvre pleine d'entrain ».
En Amérique, lorsqu'une version très tronquée d'un peu plus de 4 heures est diffusée sur PBS, le New York Times dans une critique atypique qualifia l'émission de « kitsch prétentieux » et de « désastre colossal ».